# Béatrice d'Angleterre
 (novembre 2018).
Si vous disposez d'ouvrages ou d'articles de référence ou si vous connaissez des sites web de qualité traitant du thème abordé ici, merci de compléter l'article en donnant les références utiles à sa vérifiabilité et en les liant à la section « Notes et références ».
Titre
Comtesse de Richmond
1268 – 1275
Béatrice d'Angleterre (25 juin 1242 à Bordeaux - † 24 mars 1275 à Londres) est une princesse d'Angleterre et l'épouse du duc de Bretagne Jean II. Elle est la fille du roi d'Angleterre Henri III Plantagenêt et d'Éléonore de Provence, et la sœur d'Édouard Ier d'Angleterre, de Marguerite d'Angleterre et d'Edmond de Lancastre.

## Biographie

### Enfance

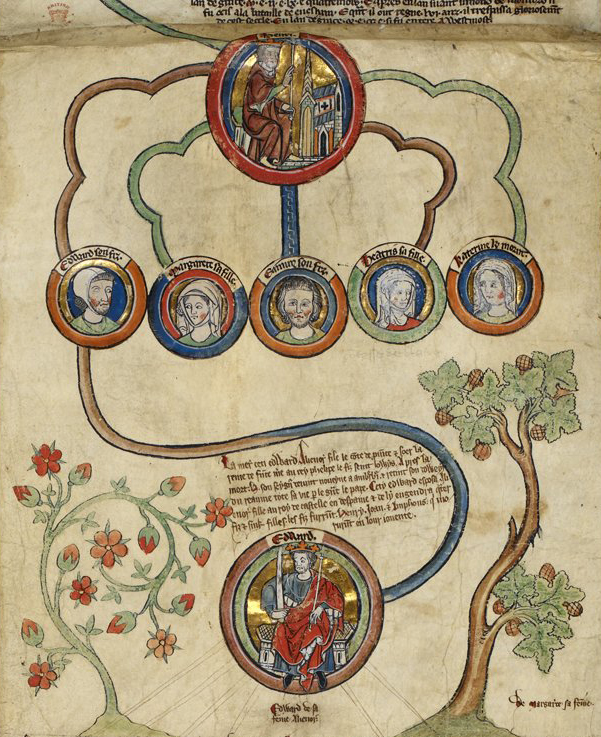
Arbre généalogique du début du XIVe siècle montrant (en haut) et ses enfants (de gauche à droite) : Édouard, Marguerite, Béatrice, Edmond et Catherine.

Née à Bordeaux, Béatrice est la seconde fille du roi Henri III d'Angleterre (1207-1272) et d'Éléonore de Provence (vers 1223-1291). L'enfance de Béatrice fut frappée par la tragédie, les contraintes du règne de son père, et l'impopularité de sa mère auprès du peuple anglais.
Son frère aîné, Édouard, fut gravement malade quand elle était très jeune. Bien qu'il eût guéri, la plus jeune sœur de Béatrice, Catherine, mourut en bas âge, laissant les parents de Béatrice éplorés. Catherine, qui avait peut-être une maladie dégénérative, était devenue sourde et décéda à l'âge de trois ans.
Les Anglais se plaignaient du roi Henri III et de l'influence qu'Éléonore et ses parents savoyards exerçaient sur la monarchie, et les barons exigèrent plus de pouvoir. En 1263, Éléonore naviguait sur une barge qui fut attaquée par des citoyens de Londres. Cette aversion posa de nombreux problèmes à Henri III et sa famille. Éléonore et Henri eurent malgré tout un mariage heureux, et Béatrice grandit dans un environnement chaleureux, à proximité de ses frères et sœurs.

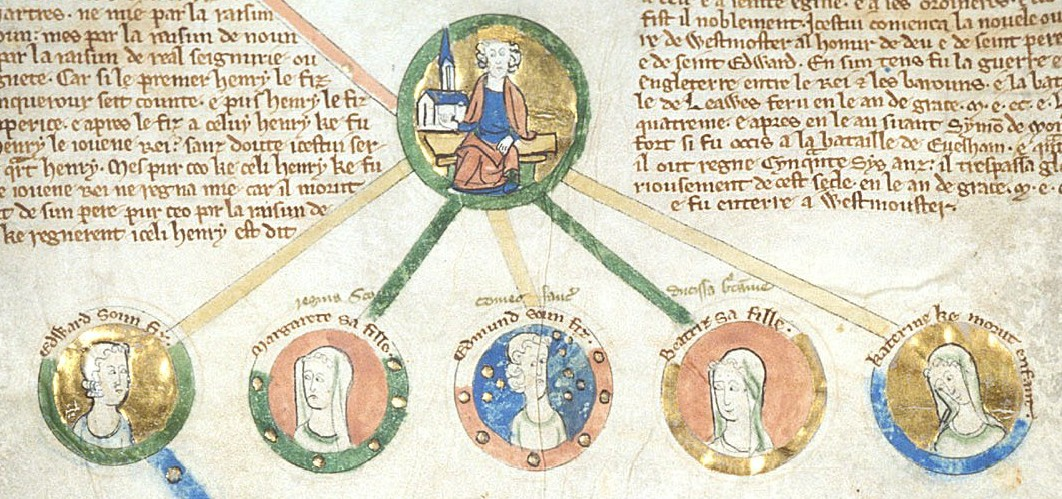
et ses enfants.

### Union et descendance
En novembre 1260, à Saint-Denis, elle épouse Jean II de Bretagne (1239-1305), fils de Jean Ier le Roux, duc de Bretagne, et de Blanche de Navarre. Elle lui apporta en dot le comté de Richmond .
Ils eurent six enfants :
- Arthur II, (25 juillet 1262 - † 1312), duc de Bretagne ;
- Jean (1266 – † 17 janvier 1334), comte de Richmond (1306-1334). Il servit Édouard II d'Angleterre en Écosse contre Robert Ier d'Écosse et fut fait prisonnier à la bataille d'Old Byland en 1322. Il ne fut libéré qu'en 1324 ;
- Marie (1268 – † 5 mai 1339), mariée en 1292 à Guy IV de Châtillon-Saint-Pol, comte de Saint-Pol ;
- Pierre (1269 – après mars 1314), vicomte de Léon jusqu'en 1294. C'est un prince passionné par les chevaux, et qui s'endette si bien pour satisfaire sa passion qu'il est obligé de vendre la vicomté de Léon à son frère Arthur II. Il participe aux guerres de Flandre avec son père[2] ;
- Blanche (1270 – † 19 mars 1327), mariée à Philippe d'Artois (1269 - 1298) ;
- Aliénor (1275 – † 16 mai 1342). Religieuse en 1286, abbesse de Fontevraud (1304-1342), elle lègue à son abbaye le Graduel d'Aliénor de Bretagne.

### Décès
Béatrice mourut le 24 mars 1275 à Londres. Il a été dit qu'elle était morte en couches, mais les dates ne semblent pas correspondre et cette théorie a été contredite dans de nombreux articles. Jean II honora la mémoire de sa femme avec une chapelle privée puis avec une plus grande église qui était sur le point d'être finie quand il mourut. Béatrice repose dans l'église Grey Friars de Greenwich, à Londres. Son mari devint duc onze ans après sa mort, c'est pourquoi Béatrice ne fut jamais duchesse de Bretagne.